# Bishop (Califórnia)
Bishop é uma cidade localizada no estado americano da Califórnia, no condado de Inyo. Foi incorporada em 6 de maio de 1903.

## Geografia
De acordo com o United States Census Bureau, a cidade tem uma área de 4,9 km², onde 4,8 km² estão cobertos por terra e 0,1 km² por água.

### Localidades na vizinhança
O diagrama seguinte representa as localidades num raio de 24 km ao redor de Bishop.

## Demografia
Segundo o censo nacional de 2010, a sua população é de 3 879 habitantes e sua densidade populacional é de 805,21 hab/km². Possui 1 926 residências, que resulta em uma densidade de 399,80 residências/km².

## Lista de marcos
A relação a seguir lista as entradas do Registro Nacional de Lugares Históricos em Bishop.
- Laws Narrow Gauge Railroad Historic District
- Pawona Witu